# Мальцев, Борис Алексеевич
Бори́с Алексе́евич Ма́льцев (12 июля 1938, Пермь — 2 ноября 2021) — председатель Думы Томской области (1994—2011), академик РАЕН, действительный член Международной инженерной академии, профессор. Заслуженный строитель Российской Федерации (1993), член Союза писателей России (с марта 2006).

## Биография
Окончил Томский инженерно-строительный институт в 1960.
После окончания вуза работал мастером, прорабом на стройках Томской области (в том числе и на строительстве Сибирского химического комбината). В 1964 году возглавил завод железобетонных конструкций.
С 1970 года — заместитель начальника «Главтомскстроя». С 1971 по 1982 год — главный инженер, с 1982 года — начальник «Главтомскстроя».
Одновременно с 1970 преподает в Томской государственной архитектурно-строительной академии. С 1991 — профессор кафедры технологии строительного производства. За его научно-педагогическую деятельность Государственный комитет СССР по народному образованию присвоил ему в январе 1992 г. ученое звание профессора. В 1998 г. защитил докторскую диссертацию.
Депутат Томского областного Совета народных депутатов (1970—1984), c июля 1990 по октябрь 1991 года — заместитель председателя исполкома Томского областного Совета народных депутатов по строительству. 23 августа 1991 вместе с председателем облсовета Виктором Крессом вышел из членов Томского обкома КПСС в связи с поддержкой им действий ГКЧП.
С октябрь 1991 по 1994 годы — генеральный директор Томской промышленно-строительной ассоциации.
C марта 1994 по сентябрь 2021 года — депутат Думы Томской области. С апреля 1994 года по ноябрь 2011 года занимал пост спикера областной думы. Стоял у истоков формирования областной законодательной системы. Стал одним из непосредственных авторов Устава Томской области.
С 1996 по 2001 — был членом Совета Федерации России, заместитель председателя комитета по международным делам. С 1997 по 2001 — депутат Парламентской Ассамблеи Совета Европы.
С мая 2002 г. входил в состав Совета законодателей субъектов РФ, заместитель председателя Совета законодателей России.
С 2005 года по 2007 год являлся заместителем председателя Совета межрегиональной ассоциации «Сибирское соглашение». С марта 2006 г. по 2009 г. — член Президиума Совета законодателей Российской Федерации, председатель Совета законодателей Сибирского федерального округа. Возглавлял Томское отделение общероссийского политического движения «Отечество».
С августа 2006 — председатель областного координационного Совета сторонников партии «Единая Россия».
С февраля 2011 — президент Томского государственного архитектурно-строительного университета.
С февраля 2012 — вице-президент Российского союза строителей по работе на территориях.
С 2013 года — член Ученого совета ТГАСУ.
В марте 2021 года объявил о завершении депутатской карьеры после избрания нового созыва Томской областной думы.
Скончался 2 ноября 2021 года после тяжелой продолжительной болезни.

### Семья
- Жена — Валентина Ивановна[18].
- Сын Дмитрий[19] (род. 1968) — глава администрации Октябрьского района Томска[19] (2006—2009), c 18 мая 2009 года — управляющий Отделением Пенсионного фонда России по Томской области[20][21].
- Сын Алексей[22] (род. 1961) — предприниматель и генеральный директор строительной компании ООО «Демос»[22][23].

## Награды и звания
- Российский орден «За заслуги перед Отечеством» IV степени (28 июля 1998) — за заслуги перед государством, многолетний добросовестный труд и большой вклад в укрепление дружбы и сотрудничества между народами[24].
- Советские ордена Трудового Красного Знамени (1986)[1], Дружбы народов (1981)[1], «Знак Почёта» (1976)[1].
- Медаль «За освоение недр и развитие нефтегазового комплекса Западной Сибири»[1].
- Заслуженный строитель Российской Федерации (24 июля 1993) — за заслуги в области строительства и многолетний добросовестный труд[25].
- Нагрудный знак МИД России «За вклад в международное сотрудничество» (июнь 2008)[26].
- Почётная грамота Президента Российской Федерации (2008)[27].
- Почётный гражданин Томской области (2008)[4].
- Орден «Томская слава» (2 апреля 2014 года) — за большой вклад в социально-экономическое развитие Томской области, активную законотворческую деятельность[28]
- Почётный гражданин города Томска (2004)[4].